# NGC 5654
NGC 5654 (другие обозначения — UGC 9319, MCG 6-32-50, ZWG 192.32, PGC 51807) — галактика в созвездии Волопас.
Этот объект входит в число перечисленных в оригинальной редакции «Нового общего каталога».